# Кино-фот (журнал)
«Кино-фот» — советский журнал кинематографии и фотографии, выпускавшийся в 1922—1923 годах под редакцией Алексея Гана. Журнал являлся «ячейкой» «Первой рабочей группы конструктивистов». Всего с августа 1922 по январь 1923 года вышло 6 номеров журнала. Тираж от 4000 (№ 1) до 8000 экз. (№ 6).
Алексей Ган и основные авторы журнала, в соответствии с эстетической программой конструктивизма, были против игрового кино, считая что, отразить подлинную действительность могло только документальное кино. Эта позиция сближала их с группой «киноков» Дзиги Вертова, материалы о деятельности которых в журнале регулярно публиковались — в том числе программные манифесты и статьи об отдельных выпусках «Киноправды».
Среди авторов журнала были Владимир Маяковский, Дзига Вертов, Лев Кулешов и другие.